# Ceratopogon alpinus
Ceratopogon alpinus är en tvåvingeart som beskrevs av Clastrier 1961. Ceratopogon alpinus ingår i släktet Ceratopogon och familjen svidknott. Inga underarter finns listade i Catalogue of Life.